# Patricia Maria Țig
Patricia Maria Țig (Caransebeș, 27 luglio 1994) è una tennista romena.

## Carriera

### 2009-2010: gli esordi
Patricia esordisce, a livello ITF, nel torneo casalingo di Craiova: perde al primo turno dall'olandese Van Uitert (4-6 1-6). Nel 2010 gioca 5 tornei ITF, tutti a Bucharest: il miglior risultato ottenuto sono i quarti di finale, colti nel primo e nel quinto ITF.

### 2011: prima finale ITF
Dopo 3 sconfitte all'esordio in altrettanti ITF rumeni, a Mamaia raggiunge i quarti partendo dalle qualificazioni. A fine anno, in quel di Antalya, coglie la prima finale ITF della carriera, giungendo all'ultimo atto senza perdere set (e battendo, nel percorso, le due teste di serie Laura Paar e Gioia Barbieri). Nell'ultimo match del torneo, la romena si arrende a Viktorija Kutuzova. Grazie a questo risultato, entra tra le prime 750 del mondo.

### 2012: primi titoli ITF
Dopo due quarti di finale ITF nei primi sei mesi dell'anno, a luglio Țig riesce a conquistare i primi 2 titoli ITF della carriera: il primo a Bals, battendo in finale la connazionale Alexandra Damaschin; il secondo a Iasi, sconfiggendo Joitoiu nell'ultimo atto. A Mamaia, dove difendeva i quarti, coglie invece la terza finale dell'anno (dopo aver battuto due tenniste a ridosso della top-200, Irigoyen e Ferrer Suarez): nella circostanza, si arrende alla canadese Sharon Fichman. Chiude l'anno in posizione numero 415.

### 2013
In questa stagione, Țig riesce a vincere tre titoli ITF: curiosamente, li ottiene tutti nella stessa location, la città turca di Antalya (dove aveva colto la prima finale ITF nel 2011). Oltre ai titoli, si guadagna anche due semifinali e un quarto di finale. 

### 2014: 7 titoli ITF e top-300
La romena, in febbraio, conquista altri due titoli ITF sempre ad Antalya mentre, a maggio, vince il titolo di Bol. A giugno arriva il quarto trionfo, questa volta nel torneo di casa di Sibiu. A luglio, tenta, per la prima volta in carriera, le qualificazioni per un main-draw WTA: lo fa nel torneo di Bucharest; la romena cede subito a Indy De Vroome in due set netti (0-6 1-6). Si riprende subito dopo, in quanto riesce a conquistare il quinto torneo ITF stagionale a Galati, in finale su Irina Bara. Nella stessa location (ma qualche mese dopo) arriva il sesto titolo stagionale. A dicembre, Țig conquista il settimo trofeo ITF della stagione in quel di Merida, battendo Haddad Maia per l'alloro. È il titolo ITF più importante della sua carriera (livello 25K). Grazie all'ottima stagione disputata, riesce a chiudere l'anno al nº 243 del mondo (raggiungendo, come best-ranking, il nº 212)

### 2015: prima finale WTA
In gennaio, tenta le qualificazioni per l'Australian Open (le prime in carriera per uno slam): la romena cede all'esordio alla Glushko in due set tirati. Prova, poi, le quali per il torneo di Anversa: vince all'esordio su Renata Voracova (2-6 6-3 7-6(3)) ma, al turno successivo, si arrende alla prima top-100 affrontata in carriera, Kateřina Siniaková, per 2-6 3-6. In seguito, conquista la prima finale ITF stagionale in quel di San Pietroburgo, dove perde da una giovane Jelena Ostapenko (6-3 5-7 2-6). Dopo la semifinale nell'ITF di Irapuato, entra nella top-200. In maggio, gioca le qualificazioni per il Roland Garros: la romena vince sulla connazionale Ana Bogdan all'esordio (6-4 6-1) ma viene superata da Shahar Peer al secondo turno. In seguito, viene eliminata al primo turno delle qualificazioni di Wimbledon da Elica Kostova. A Bucharest, la romena gioca il primo main-draw WTA della carriera grazie a una wild-card: all'esordio, approfitta del ritiro di Silvia Soler-Espinosa (sul 6-4 3-1 per Țig), cogliendo così la prima vittoria in carriera nel circuito maggiore. Al secondo turno, viene nettamente sconfitta da Polona Hercog (0-6 2-6). Tra luglio e agosto, partecipa alla Baku Cup: supera le qualificazioni battendo Oksana Kalashnikova per 6-1 6-3. Nel tabellone principale, supera le due ucraine Olga Ianchuk (6-4 6-2) e Olga Savčuk (7-5 6-4); nei quarti, si sbarazza di Donna Vekic per 6-3 6-2, raggiungendo la prima semifinale nel circuito WTA. Nel penultimo atto, trova la prima testa di serie Anastasija Pavljučenkova: a sorpresa, Patricia Maria vince il match per 6-3 6-2, cogliendo la prima finale WTA della carriera. Nell'ultimo atto, viene sconfitta dalla russa Margarita Gasparyan, con lo score di 3-6 7-5 0-6.
Dopo il buonissimo risultato in terra azera, Țig tenta le qualificazioni per 4 eventi WTA: agli US Open e nel Premier di Tokyo esce al secondo turno mentre nell'international della capitale nipponica si arrende all'ultimo turno utile contro Panova. Le passa solo a Wuhan (battendo la nº1 del seeding Barthel e poi Xu) ma, al primo turno, viene eliminata da Kiki Mladenovic (1-6 4-6). In seguito, non vince nessuna partita tra le quali di Mosca e Pechino e il primo turno di Tianjin; a Hua Hin (WTA 125K) sconfigge Lin Zhu prima di soccombere a Naomi Ōsaka (6-1 al terzo). Chiude la stagione perdendo al primo turno del torneo di Taipei da Kimiko Date-Krumm. 
Grazie ai risultati colti, termina la stagione in posizione nº115, a poco più di 100 punti dalla top-100.

### 2016 - quarti in un Premier Mandatory e top-100
La romena inizia l'anno non passando le quali a Shenzhen, Sydney e Melbourne. Va meglio a San Pietroburgo, dove entra nel tabellone principale battendo Bychkova, Kerkhove e Koukalová, senza perdere set. Al primo turno, cede alla wild-card casalinga Elena Vesnina per 6-3 3-6 1-6. A Indian Wells e Miami si ferma al primo turno di qualificazione. Sulla terra, a Charleston supera Robson al primo turno qualificatorio mentre, al secondo, perde da Kerkhove; viene ripescata come lucky-loser ma, al primo turno, viene battuta dalla tedesca Siegemund. Non brilla nei successivi tre tornei: a Stoccarda e Praga non entra nel main-draw mentre, a Bogotà, va fuori all'esordio contro Lourdes Dominguez-Lino. A Madrid, la romena supera i due turni di qualificazione su Gibbs e Sakkari; al primo turno elimina Daria Kasatkina per 6-3 4-6 6-2 e, al secondo, sorprende la statunitense Sloane Stephens in due set. È la prima vittoria di Țig su una top-20. Al terzo turno, la romena sconfigge un'altra americana, Madison Keys, con lo score di 6-3 6-4. Accede ai quarti di finale, i primi ottenuti in un Premier Mandatory: nella circostanza, si arrende a Samantha Stosur, con il punteggio di 3-6 4-6. Grazie a questo risultato, entra in top-100 per la prima volta in carriera, alla posizione nº99. 
Dopo l'ottimo torneo spagnolo, va incontro a quattro sconfitte consecutive all'esordio (nelle quali di Parigi e Mallorca e all'esordio di Bol e Wimbledon). A Bucharest ritrova la vittoria sulla wild-card locale Ioana Minca (7-6(5) 6-3) prima di cedere alla futura finalista Sevastova con un doppio 2-6. Agli US Open esce subito per mano di Laura Siegemund così come a Quebeq City, dove viene battuta da Sachia Vickery in tre tie-break. A Seul, la romena coglie la seconda semifinale WTA della carriera, eliminando Erakovic, Flipkens e Sorribes Tormo. Nel penultimo atto, la romena si arrende a Lara Arruabarrena in due set. Chiude la stagione WTA con un secondo turno a Tashkent e non passando le quali a Linz e in Lussemburgo. A novembre, raggiunge la finale nell'ITF 100K di Shenzhen, dove viene superata da Shuai Peng. Termina l'anno al nº112 del mondo.

### 2017: 3º turno a Miami e infortunio
Țig non riesce a qualificarsi in quattro dei cinque tornei a cui prende parte (Shenzhen, Sydney, San Pietroburgo e Dubai) mentre, agli Australian Open, cede all'esordio alla campionessa olimpica Monica Puig (0-6 1-6). Al BNP Paribas Open riesce a superare le quali battendo Aoyama e Boserup (perdendo solo 7 giochi) ma, al primo turno, perde da Mariana Duque-Mariño in tre set. Anche a Miami sopravvive al tabellone cadetto (contro Krunic e Rodina) e, nel main-draw, elimina Heather Watson e Kiki Mladenovic, raggiungendo il terzo turno: nella circostanza, viene sconfitta da Venus Wiiliams (tds nº11) in due parziali. Grazie a questi buoni risultati, si issa fino all'83ª posizione, suo best-ranking. A Monterrey viene subito estromessa da Donna Vekic, per 4-6 1-6.
La terra, a differenza del 2016, non regala soddisfazioni a Țig: tra Bogotà e Parigi raccoglie due sconfitte immediate (contro Schiavone in Colombia e vs Pavljučenkova, con la quale è costretta al ritiro). Il resto della stagione non è molto positivo per la romena, il cui miglior risultato è il secondo turno al Citi Open. Chiude la stagione a Guangzhou, dove è costretta al ritiro nel secondo set contro Danka Kovinic a causa di un infortunio. Chiude l'anno al nº175 del mondo.

### 2018-2019: gravidanza e ritorno in campo. Primo titolo WTA 125
Nel settembre 2018, assieme al compagno/coach Razvan Sabau, diventa madre della piccola Sofia. Questo evento, assieme alla presenza di diversi infortuni, la porta fuori dal campo per tutto il 2018 e per parte del 2019. Riprende a giocare nell'aprile 2019, dopo aver perso la sua classifica. Nei tornei ITF giocati, trova i quarti di finale a Cancun e due finali sempre nella location messicana qualche settimana dopo. A giugno, sempre nella fortunata Cancun, vince due titoli battendo Contreras Gomez e Krywoj nelle due finali. Questi risultati le consentono di tentare le qualificazioni per il torneo di Wimbledon: cede subito a Paula Badosa in tre set. In luglio, riceve una wild-card per giocare le quali nel torneo di casa di Bucharest: le passa battendo Simion (doppio 6-4), Melnikova (5-7 6-1 6-1) e Shinikova (6-3 6-2). Nel tabellone principale, torna a vincere una partita nel circuito maggiore a quasi due anni di distanza contro la lucky loser Anna Bondar (6-2 6-1). Al secondo turno, estromette la prima testa di serie e nº11 del mondo Anastasija Sevastova, con lo score di 6-2 7-5. Ai quarti, si impone su Kristýna Plíšková in tre set, per 6-3 3-6 6-3. Torna in semifinale in un torneo WTA dopo 3 anni (l'ultima era arrivata a Seul 2016): nella circostanza, sconfigge Laura Siegemund per 6-3 6-1, accedendo alla seconda finale WTA della carriera (dopo Baku 2015). Nell'ultimo atto, viene nettamente battuta da Elena Rybakina, con il punteggio di 2-6 0-6. 
Grazie all'ottimo risultato, rientra tra le prime 250 del mondo. Partecipa, in seguito, al Baltic Open, sfruttando il ranking protetto; prosegue il buon momento raggiungendo i quarti attraverso due nette vittorie su Raina e Kalinina mentre, nel match di quarti, cede ad Anastasija Potapova (4-6 6-0 4-6). Al WTA 125K di Karlsruhe, la romena vince il primo titolo WTA della carriera, facendo percorso netto fino all'ultimo atto e non perdendo set contro Krejčíková, Ruse, Gorgodze e Paolini. In finale, batte Alison Van Uytvanck per 6-2 al terzo. Riesce così a rientrare tra le prime 150 al mondo. Non passa le quali agli US Open ma riesce a superarle a Hiroshima; al primo turno elimina wild card locale Ayano Shimizu (6-4 6-2) ma, al secondo, cede alla nº8 del seeding Laura Siegemund. Chiude l'anno superando le quali a Seul (e perdendo al secondo turno da Badosa) e arrivando in finale all'ITF di Siviglia (dove viene sconfitta da Arantxa Rus). 
Termina l'anno al nº111 del mondo.

### 2020: primo titolo WTA e top-60
La romena apre l'anno con la finale ITF di Canberra: nell'ultimo atto non scende in campo contro Magdalena Frech. Agli Australian Open non passa le quali perdendo subito da Leylah Fernandez (2-6 3-6). A Nonthaburi raggiunge la seconda finale ITF dell'anno e, ancora una volta, non porta a termine l'ultimo match, ritirandosi contro Irina Fetecau sul 3-6. Nel WTA di Hua Hin, raggiunge la semifinale battendo tre cinesi (Yafan Wang, Xiaodi You e Saisai Zhang). Nel penultimo atto, viene eliminata da Magda Linette, poi campionessa (5-7 4-6). Grazie a questo risultato, riesce a rientrare in top-100.
In seguito, il tennis è costretto a fermarsi a causa della pandemia di COVID-19 da marzo ad agosto. Vengono annullati tutti i tornei previsti per quei mesi (compreso Wimbledon) e, inoltre, i Giochi Olimpici di Tokyo vengono rimandati al 2021.
Riprende a giocare a Palermo, dove cede ad Anett Kontaveit in due set. Anche a Praga perde all'esordio contro Krejčíková; al Western & Southern Open non passa le quali. Agli US Open, la romena vince la sua prima partita nel main-draw della carriera su Kurumi Nara (6-1 6-0). Al secondo turno, tuttavia, viene sconfitta da Donna Vekic (2-6 1-6). In seguito, gioca il torneo di Istanbul: al primo turno batte la qualificata Olga Danilovic per 6-3 7-5; al secondo, lascia 2 giochi a Misaki Doi (8° testa di serie) e, ai quarti, ne concede 4 a Rebecca Peterson (nº2 del seeding). In semifinale, supera la qualificata Tereza Martincová con un doppio 6-3. Nell'ultimo atto, Patricia sconfigge Eugenie Bouchard con lo score di 2-6 6-1 7-6(4), conquistando il secondo titolo in carriera, il primo a livello WTA ed il più importante. Termina l'annata al Roland Garros: al primo turno si impone con un doppio 7-5 su Voegele e, al secondo, estromette Christina McHale per 6-4 6-3. Al terzo turno (miglior risultato colto in Francia) si arrende a Fiona Ferro, con il punteggio di 6(7)-7 6-4 0-6.
Chiude il 2020 con il suo best-ranking, al nº56 del mondo.

### 2021
La romena inizia l'anno al Gippsland Trophy di Melbourne: viene eliminata al primo turno da Timea Babos (6(5)-7 3-6). Non va meglio all'Australian Open, dove si arrende all'esordio dalla connazionale Cirstea in due set. Al Phillip Island Trophy, la romena trova la prima vittoria dell'anno contro Lesja Curenko (2-6 6-2 6-3) per poi battere la qualificata Francesca Jones (6-1 6-4). Al terzo turno, si ritira nel secondo set del match contro Jil Teichmann (sul punteggio di 3-6 3-3). Non riesce a qualificarsi per Doha mentre a Dubai esce di scena al primo turno per mano di Ostapenko. Sulla terra, passa le qualificazioni a Roma (con due vittorie su Wang e McHale) ma si arrende al primo round a Muguruza (1-6 2-6). A Belgrado, perde il derby romeno con Buzarnescu all'esordio. Al Roland Garros, viene eliminata subito dalla n°2 del mondo Naomi Ōsaka dopo 2 set lottati (4-6 6(4)-7).

## Statistiche WTA

### Singolare

#### Vittorie (1)
| Legenda               |
| --------------------- |
| Grande Slam (0)       |
| Ori Olimpici (0)      |
| WTA Finals (0)        |
| Premier Mandatory (0) |
| Premier 5 (0)         |
| Premier (0)           |
| International (1)     |

| N. | Data              | Torneo                 | Superficie  | Avversaria in finale | Punteggio        |
| 1. | 13 settembre 2020 | Istanbul Cup, Istanbul | Terra rossa | Eugenie Bouchard     | 6-2, 1-6, 7-6(4) |

#### Sconfitte (2)
| Legenda               |
| --------------------- |
| Grande Slam (0)       |
| Argenti Olimpici (0)  |
| WTA Finals (0)        |
| Premier Mandatory (0) |
| Premier 5 (0)         |
| Premier (0)           |
| International (2)     |

| N. | Data           | Torneo                  | Superficie  | Avversaria in finale | Punteggio     |
| 1. | 2 agosto 2015  | Baku Cup, Baku          | Cemento     | Margarita Gasparjan  | 3-6, 7-5, 0-6 |
| 2. | 21 luglio 2019 | Bucarest Open, Bucarest | Terra rossa | Elena Rybakina       | 2-6, 0-6      |

### Doppio

#### Sconfitte (2)
| Legenda               |
| --------------------- |
| Grande Slam (0)       |
| Argenti Olimpici (0)  |
| WTA Finals (0)        |
| Premier Mandatory (0) |
| Premier 5 (0)         |
| Premier (0)           |
| International (2)     |

| N. | Data            | Torneo                       | Superficie  | Compagna         | Avversarie in finale            | Punteggio        |
| 1. | 19 luglio 2015  | Bucarest Open, Bucarest      | Terra rossa | Andreea Mitu     | Oksana Kalašnikova Demi Schuurs | 2-6, 2-6         |
| 2. | 22 ottobre 2016 | Luxembourg Open, Lussemburgo | Cemento (i) | Monica Niculescu | Kiki Bertens Johanna Larsson    | 6-4, 5-7, [9-11] |

## Circuito WTA 125

### Singolare

#### Vittorie (1)
| N. | Data          | Torneo                    | Superficie  | Avversaria in finale | Punteggio     |
| 1. | 4 agosto 2019 | Open Karlsruhe, Karlsruhe | Terra rossa | Alison Van Uytvanck  | 3-6, 6-1, 6-2 |

### Doppio

#### Sconfitte (1)
| N. | Data           | Torneo                     | Superficie  | Compagna         | Avversarie in finale          | Punteggio |
| 1. | 20 aprile 2025 | Oeiras Ladies Open, Oeiras | Terra rossa | Anastasia Dețiuc | Francisca Jorge Matilde Jorge | 1-6, 2-6  |

## Statistiche ITF

### Singolare

#### Vittorie (21)
| Torneo $100.000 (0) |
| Torneo $80.000 (0)  |
| Torneo $75.000 (0)  |
| Torneo $60.000 (0)  |
| Torneo $50.000 (0)  |
| Torneo $40.000 (0)  |
| Torneo $25.000 (3)  |
| Torneo $15.000 (7)  |
| Torneo $10.000 (11) |

| N.  | Data              | Torneo                              | Superficie  | Avversaria in finale  | Punteggio        |
| 1.  | 1º luglio 2012    | ITF Women's Instirig Cup, Balș      | Terra rossa | Alexandra Damaschin   | 6-4, 7-5         |
| 2.  | 15 luglio 2012    | Trofeul Municipiului Iași, Iași     | Terra rossa | Raluca Elena Platon   | 6-2, 3-6, 6-4    |
| 3.  | 3 novembre 2013   | GD Tennis Academy, Adalia           | Terra rossa | Raluca Elena Platon   | 6-2, 4-2 rit.    |
| 4.  | 10 novembre 2013  | GD Tennis Academy, Adalia           | Terra rossa | Martina Kubicikova    | 6(5)-7, 6-2, 6-2 |
| 5.  | 16 novembre 2013  | GD Tennis Academy, Adalia           | Terra rossa | Conny Perrin          | 6-2, 7-5         |
| 6.  | 3 febbraio 2014   | GD Tennis Academy, Adalia           | Terra rossa | Alyona Sotnikova      | 5-7, 6-1, 6-3    |
| 7.  | 10 febbraio 2014  | GD Tennis Academy, Adalia           | Terra rossa | Sofia Kvatsabaia      | 6-3, 6-2         |
| 8.  | 25 maggio 2014    | Zlatni Rat Cup, Bol                 | Terra rossa | Tena Lukas            | 6-2, 7-5         |
| 9.  | 1º giugno 2014    | ITF Women's Circuit Sibiu, Sibiu    | Terra rossa | Nicoleta Dascălu      | 6-2, 6-4         |
| 10. | 14 luglio 2014    | Trofeul Municipiului Galați, Galați | Terra rossa | Irina Maria Bara      | 7-6(3), 3-6, 6-2 |
| 11. | 7 settembre 2014  | Trofeul Municipiului Galați, Galați | Terra rossa | Elizaveta Ianchuk     | 6-3, 6-3         |
| 12. | 1º dicembre 2014  | Circuito Femenil Mérida, Mérida     | Cemento     | Beatriz Haddad Maia   | 3-6, 6-3, 6-1    |
| 13. | 9 giugno 2019     | Cancun Tennis Cup, Cancún           | Cemento     | Fernanda Contreras    | 6-0, 6-0         |
| 14. | 16 giugno 2019    | Cancun Tennis Cup, Cancún           | Cemento     | Melany Krywoj         | 6-2, 4-6, 6-3    |
| 15. | 18 settembre 2022 | Varna Open, Varna                   | Terra rossa | Lucija Ćirić Bagarić  | 6-1, 6-0         |
| 16. | 9 giugno 2024     | Trofeul Ion Tiriac, Focșani         | Terra rossa | Bianca Barbulescu     | 6-4, 6-4         |
| 17. | 7 luglio 2024     | Galați Women's, Galați              | Terra rossa | Elena Ruxandra Bertea | 6-4, 6-2         |
| 18. | 28 luglio 2024    | Tiriac Foundation Trophy, Satu Mare | Terra rossa | Oana Georgeta Simion  | 6-1, 7-5         |
| 19. | 4 agosto 2024     | Brasov Open, Brașov                 | Terra rossa | Georgia Crăciun       | 6-2, 6-2         |
| 20. | 18 agosto 2024    | Tiriac Foundation Trophy, Bistrița  | Terra rossa | Oleksandra Oliynykova | 6-1, 6-1         |
| 21. | 3 novembre 2024   | Republican Girls, Istanbul          | Cemento (i) | Ayla Aksu             | 6-3, 7-6(4)      |

#### Sconfitte (14)
| Torneo $100.000 (1) |
| Torneo $80.000 (0)  |
| Torneo $75.000 (0)  |
| Torneo $60.000 (0)  |
| Torneo $50.000 (1)  |
| Torneo $40.000 (0)  |
| Torneo $25.000 (6)  |
| Torneo $15.000 (5)  |
| Torneo $10.000 (1)  |

| N.  | Data             | Torneo                                           | Superficie  | Avversaria in finale  | Punteggio           |
| 1.  | 5 dicembre 2011  | GD Tennis Academy, Adalia                        | Terra rossa | Viktorija Kutuzova    | 6–3, 1–6, 1–6       |
| 2.  | 2 settembre 2012 | Mamaia Idu Trophy, Mamaia                        | Terra rossa | Sharon Fichman        | 3–6, 7–6(5), 3–6    |
| 3.  | 1º marzo 2015    | St. Petersburg Ladies Trophy, San Pietroburgo    | Cemento (i) | Jeļena Ostapenko      | 6-3, 5-7, 2-6       |
| 4.  | 20 novembre 2016 | Shenzhen Longhua Open, Shenzhen                  | Cemento     | Peng Shuai            | 6-3, 5-7, 4-6       |
| 5.  | 26 maggio 2019   | Cancun Tennis Cup, Cancún                        | Cemento     | Marcela Zacarías      | 3-6, 4-6            |
| 6.  | 2 giugno 2019    | Cancun Tennis Cup, Cancún                        | Cemento     | Thaisa Grana Pedretti | 4-6, 4-6            |
| 7.  | 20 ottobre 2019  | Internacionales de Andalucìa Femeninos, Siviglia | Terra rossa | Arantxa Rus           | 4-6, 4-6            |
| 8.  | 12 gennaio 2020  | APIS Canberra International, Bendigo             | Cemento     | Magdalena Fręch       | w/o                 |
| 9.  | 9 febbraio 2020  | ITF Pro Circuit Nonthaburi, Nonthaburi           | Cemento     | Irina Fetecău         | 3–6, rit.           |
| 10. | 30 ottobre 2022  | Antalya Series, Adalia                           | Terra rossa | Anca Alexia Todoni    | 2-6, 6(4)-7         |
| 11. | 23 giugno 2024   | Raiffeisen Bank ITF Pro Circuit, Bucarest        | Terra rossa | Georgia Crăciun       | 1-6, rit.           |
| 12. | 14 luglio 2024   | Tiriac Foundation Trophy, Buzău                  | Terra rossa | Kaitlin Quevedo       | 6-3, 6(7)-7, 6(6)-7 |
| 13. | 13 luglio 2025   | Tiriac Foundation Trophy, Buzău                  | Terra rossa | Despoina Papamichaīl  | 4-6, 0-1 rit.       |
| 14. | 3 agosto 2025    | Tiriac Foundation Trophy, Cluj-Napoca            | Terra rossa | Ilinca Amariei        | 5-7, 6-2, 4-6       |

### Doppio

#### Vittorie (11)
| Torneo $100.000 (0) |
| Torneo $80.000 (0)  |
| Torneo $75.000 (0)  |
| Torneo $60.000 (1)  |
| Torneo $50.000 (0)  |
| Torneo $40.000 (2)  |
| Torneo $25.000 (2)  |
| Torneo $15.000 (3)  |
| Torneo $10.000 (3)  |

| N.  | Data              | Torneo                                                                  | Superficie  | Compagna              | Avversarie in finale                   | Punteggio        |
| 1.  | 15 luglio 2012    | Trofeul Municipiului Iași, Iași                                         | Terra rossa | Alexandra Damaschin   | Martina Kubicikova Tereza Malikova     | 6-3, 3-6, [11-9] |
| 2.  | 11 maggio 2014    | Zlatni Rat Cup, Bol                                                     | Terra rossa | Pernilla Mendesova    | Raluca Elena Platon Irina Maria Bara   | w/o              |
| 3.  | 16 giugno 2014    | Trofeul Municipiului Galați, Galați                                     | Terra rossa | Camelia-Elena Hristea | Maryna Kolb Nadiya Kolb                | 6-3, 6-1         |
| 4.  | 25 ottobre 2014   | Abierto Internacional de Tenis Femenil Ciudad Victoria, Ciudad Victoria | Cemento     | Maria Fernanda Alves  | Carolina Betancourt Lenka Wienerová    | 6-1, 6-2         |
| 5.  | 17 settembre 2022 | Varna Open, Varna                                                       | Terra rossa | Maria Toma            | Melis Sezer Julija Stamatova           | 6-4, 6-4         |
| 6.  | 1º giugno 2024    | Galați Women's, Galați                                                  | Terra rossa | Victoria Bosio        | Alexandra Anghel Cristiana Todoni      | 7-5, 7-5         |
| 7.  | 17 agosto 2024    | Tiriac Foundation Trophy, Bistrița                                      | Terra rossa | Briana Szabó          | Ilinca Amariei Emily Welker            | 6-3, 6-4         |
| 8.  | 6 settembre 2024  | Naparis Trophy, Slobozia                                                | Terra rossa | Briana Szabó          | Irina Bara Ekaterine Gorgodze          | 6-4, 7-5         |
| 9.  | 21 ottobre 2024   | Kayseri Women's, Kayseri                                                | Cemento     | Briana Szabó          | Melis Sezer Isabella Šinikova          | 3-6, 6-4, [10-8] |
| 10. | 22 marzo 2025     | Antalya Series, Adalia                                                  | Terra rossa | Daria Kuczer          | Ekaterina Ovčarenko Emily Webley-Smith | 6-4, 6-2         |
| 11. | 5 luglio 2025     | Raiffeissen Bank Open, Bucarest                                         | Terra rossa | Estelle Cascino       | Riya Bhatia Sada Nahimana              | 4-6, 6-3, [10-6] |

#### Sconfitte (13)
| Torneo $100.000 (0) |
| Torneo $80.000 (0)  |
| Torneo $75.000 (0)  |
| Torneo $60.000 (0)  |
| Torneo $50.000 (1)  |
| Torneo $40.000 (0)  |
| Torneo $25.000 (3)  |
| Torneo $15.000 (3)  |
| Torneo $10.000 (6)  |

| N.  | Data             | Torneo                                    | Superficie  | Compagna                | Avversarie in finale                  | Punteggio        |
| 1.  | 14 gennaio 2012  | GD Tennis Academy, Adalia                 | Terra rossa | Patricia Chirea         | Anastasija Frolova Eugenija Paškova   | 4–6, 6(2)–7      |
| 2.  | 3 giugno 2012    | Trofeul Ilie Nastase, Arad                | Terra rossa | Alexandra Damaschin     | Viktora Malova Lina Ǵorčeska          | w/o              |
| 3.  | 16 febbraio 2013 | Jolie Ville Golf Women's, Sharm el-Sheikh | Cemento     | Elena Teodora Cadar     | Alice Savoretti Despina Papamichail   | 3–6, 4–6         |
| 4.  | 19 agosto 2013   | ITF Women's Circuit Bucarest, Bucarest    | Terra rossa | Raluca Elena Platon     | Irina Maria Bara Ioana Loredana Roșca | 4-6, 4-6         |
| 5.  | 16 dicembre 2013 | GD Tennis Academy, Adalia                 | Terra rossa | Gabriela Talabă         | Irina Maria Bara Conny Perrin         | 3-6, 1-6         |
| 6.  | 10 febbraio 2014 | Tennis Organisation, Adalia               | Terra rossa | Gabriela Talabă         | Li Yihong Zhu Lin                     | 2-6, rit.        |
| 7.  | 30 agosto 2014   | Mamaia Idu Trophy, Mamaia                 | Terra rossa | Georgia Andreea Craciun | Irina Maria Bara Andreea Mitu         | 4-6, 1-6         |
| 8.  | 22 novembre 2014 | CIT Paraguay Open, Asunción               | Terra rossa | Anastasija Pivovarova   | Guadalupe Pérez Rojas Sofía Luini     | 6-1, 6-2         |
| 9.  | 8 giugno 2024    | Trofeul Ion Tiriac, Focșani               | Terra rossa | Victoria Bosio          | Kateřina Mandelíková Briana Szabó     | 6(3)-7, 0-6      |
| 10. | 22 giugno 2024   | Raiffeisen Bank ITF Pro Circuit, Bucarest | Terra rossa | Diana Maria Mihail      | Iva Ivanova Mia Slama                 | 6-4, 2-6, [4-10] |
| 11. | 13 luglio 2024   | Tiriac Foundation Trophy, Buzău           | Terra rossa | Briana Szabó            | Laura Hietaranta Nina Vargová         | 3-6, 4-6         |
| 12. | 23 agosto 2024   | Tiriac Foundation Trophy, Cluj-Napoca     | Terra rossa | Briana Szabó            | Jenny Dürst Oana Gavrilă              | 1-6, 0-6         |
| 13. | 2 agosto 2025    | Tiriac Foundation Trophy, Cluj-Napoca     | Terra rossa | Lavinia Tănăsie         | Oana Gavrilă Linda Ševčíková          | w/o              |